# Scytodes aethiopica
Espèce
Scytodes aethiopica est une espèce d'araignées aranéomorphes de la famille des Scytodidae.

## Distribution
Cette espèce est endémique d'Éthiopie.

## Description
La femelle holotype mesure 6 mm.

## Étymologie
Son nom d'espèce lui a été donné en référence au lieu de sa découverte, l'Éthiopie.

## Publication originale
- Simon, 1907 : Étude sur les araignées de la sous-section des Haplogynes. Annales de la Société Entomologique de Belgique, vol. 51, p. 246-264 (texte intégral).